# 包尔绍德西拉克
包尔绍德西拉克（匈牙利語：Borsodszirák）是匈牙利包尔绍德-奥包乌伊-曾普伦州所辖的一个村。总面积11.01平方公里，总人口1218，人口密度110.6人/平方公里（2011年1月1日）。